# Зененхунд
Зененхунд (на немски: Sennenhund) е група породи кучета, произхождащи от швейцарските Алпи.
Зененхундите са фермерски кучета от типа на договете. Има 4 породи зененхунди, всички с характерна трицветна окраска, силно телосложение и предан характер. Породите са от средноголеми до много големи.
Името „зененхунд“ произлиза от немското „зен“ (Senn), което значи швейцарски овчар, който работи в планините, а не „планина“ или „добитък“.
И четирите вида зененхунди за известни в Швейцария и Европа. Бернският зененхунд също е популярен домашен любимец в Северна Америка. Другите породи също могат да се срещнат в САЩ, но много по-рядко и са класифицирани като редки породи.

## Породи
| Порода                     | Височина в холката | Тегло          |
| -------------------------- | ------------------ | -------------- |
| Голям швейцарски зененхунд | 60 – 72 см         | 50 – 70 кг     |
| Бернски зененхунд          | 58 – 70 см         | 29,5 – 54,5 кг |
| Апенцелер зененхунд        | 47 – 58 см         | 22 – 32 кг     |
| Ентлебухер зененхунд       | 48 – 50 см         | 20,5 – 30 кг   |